# Aranjman 2011
Albums de Candan Erçetin
Kırık Kalpler Durağında
Aranjman 2011 est un album de la chanteuse turque Candan Erçetin sorti le 7 juillet 2011.

## Liste des chansons
1. "Ali / Entarisi Ala Benziyor" (paroles-musique: Dario Moreno & Jacques Plait, paroles turc : anonymous) - 4:26
2. "L'aveugle / Memleketim" (paroles-musique: Simon Saguy, paroles turque: Fikret Şeneş, paroles yiddish : anonymous) - 3:37
3. "Volage Volage / Dünya Dönüyor" (paroles-musique: Marc Aryan, paroles turc : Fecri Ebcioğlu) - 4:03
4. "Les Mouettes De Mikonos / Deniz ve Mehtap" (paroles-musique: Andre Borly & Armand Canfora & Michel Jourdan, paroles turc : Fecri Ebcioğlu) - 4:07
5. "Tombe La Neige / Her Yerde Kar Var" (paroles-musique: Salvatore, paroles turc : Fecri Ebcioğlu) - 4:14
6. "Que c'est Triste / Üç Kalp" (paroles-musique: Patricia Carli, paroles turc : Fecri Ebcioğlu) - 4:17
7. "Sans Toi Je Suis Seul / Sessiz Gemi" (paroles-musique: Frank Gérald & Patricia Carli, paroles turc : Yahya Kemal Beyatlı) - 3:58
8. "Tu Te Reconnaitras / Göreceksin Kendini" (paroles-musique: Vline Buggy, paroles turc : Nahman Varon) - 3:34
9. "On S'embrasse Et On Oublie / Hoşgör Sen" (paroles-musique: Enrico Macias & Yves Dessca, paroles turc : Fikret Şeneş) - 3:20
10. "Car Je Veux / Karlar Düşer" (paroles-musique: Deboeck & Saintal & Salvatore, paroles turc : Ali Selçuk Özgürdal) - 5:07
11. "C'est Écrit Dans Le Ciel / Bak Bir Varmış Bir Yokmuş" (paroles-musique: André Tabet & Georges Tabet & Alec Alstone, paroles turc : Fecri Ebcioğlu) - 3:16
12. "Ce n'est Rien / Yalanmış" (paroles-musique: Julien Clerc, paroles turc : Reyman Eray) - 3:29
13. "Pourquoi Parler D'amour / Selam Söyle" (paroles-musique: Enrico Macias & Jean Claudric, paroles turque: Ülkü Aker) - 4:00
14. "İstanbul" (paroles-musique: Kennedy Jimmy, Simon Nat) - 3:12

## Sources
Présentation de l'album sur le site CandanErçetin.com.tr